# Milet de Creta
Milet (en grec antic Μίλητος) era una ciutat de l'illa de Creta que Homer menciona al "Catàleg de les naus" a la Ilíada.
Aquesta ciutat ja no existia en temps d'Estrabó. Alguna autors, entre ells Estrabó, deien que era la ciutat des d'on havia partit una colònia per fundar la ciutat de Milet a Jònia.